# Liste des romans de Coplan
Cette page présente une partie des 237 romans de la série Coplan, créée par Paul Kenny et mettant en scène le héros du même nom.
Les romans ont été publiés dans la collection Espionnage des éditions Fleuve noir pendant presque 45 ans. À la fin des années 1970, une collection spéciale est créée : Fleuve noir Paul Kenny, consacrée à la publication des seuls romans de Coplan. L'éditeur en profite pour rééditer les ouvrages déjà publiés dans la collection Espionnage et publier les nouveaux titres en utilisant une nouvelle numération spécifique à la nouvelle collection.
Trente-cinq romans déjà publiés dans la collection Espionnage n'ont pas été repris dans la nouvelle collection ; il s'agit des missions no 1, 11, 14, 20, etc.

## Sans issue
- Publications : 
  - Fleuve noir, collection Espionnage no 28, 1952.
  - Réédition en 1972.
  - Non réédité dans la série Paul Kenny.
- Situation dans la série : Mission 1.
- Date et lieux principaux de l'action : Téhéran
- Personnages principaux : Francis Coplan, le député Kassegh, le sénateur Badjistan, Jarevi, Tanieh, Chor Sakler, Djasun, Hodson, Michel Dutour, Gertie Nagel
- Résumé : Aux abords de Téhéran, Jarevi et Tanieh, deux hommes qui sont membres du parti Tudeh, abattent le député Kassegh et mettent le feu à son véhicule. Ils se rendent par la suite dans la boutique de Chor Sakler. C'est un marchand de tapis persans mais il est surtout le leader local du parti, qui a d'étroites relations avec le Parti Communiste soviétique. Il est aussi le commanditaire de l'assassinant du député. Au moment où Jarevi et Tanieh reçoivent de lui l'argent de leur contrat, deux explosions soufflent la boutique...
- Lien externe : Le roman sur le site Bibliopoche

## Éclair en Z
- Publications :
  - Fleuve noir, collection Espionnage no 29, 1953.
  - Réédition dans la série Paul Kenny no K 60 (1979).
- Situation dans la série : Mission 2.
- Date et lieux principaux de l'action : 1953, Adélaïde (Australie).
- Personnages principaux : Coplan, Hannah Wallis, Ginette Michel, Marcus Falls, Willy Klug, Ann Lexter, Roy Chaps (agent secret australien), Stanley Vane (agent secret australien), Banners (agent secret australien), Dale Kempsey (chef du laboratoire), sir Hilary Killway (patron de l'entreprise).
- Remarque : le titre s'explique par les effets de la bombe H britannique, qui lors de l'explosion, fait un « éclair en Z » dans le ciel (page 116 du roman).
- Résumé : Le SDECE a détecté un espion soviétique en la personne de l'ingénieur Paul-Henri Delcroix. L'homme est sur le point de se rendre en Australie pour travailler chez Gawler Steel Ldt, société travaillant sur le projet britannique de bombe atomique. Il est interpellé alors qu'il se rend au paquebot, et remplacé par Francis Coplan. Celui-ci a la double chance de ressembler, de loin, à Delcroix, et d'avoir suivi des études d'ingénieur. Coplan prend donc la place de Delcroix et se rend donc par paquebot à Adélaïde, en Australie. Arrivé dans la ville, il trouve où se loger et commence son travail d'ingénieur, attendant d'être contacté par un agent traitant soviétique. Il ne tarde pas à faire connaissance avec une jolie voisine, Hannah Wallis. La jeune femme est en fait un agent des services secrets australiens, chargée de le surveiller (mais elle tombe amoureuse de Coplan). Au fil des aventures, plusieurs groupes s'intéressent aux secrets de la confection de la bombe atomique britannique :
* Coplan (surveillé par Hannah Wallis) ; son contact du SDECE est Ginette Michel, bibliothécaire au centre culturel français ;
* Marcus Falls, âgé de 45 ans, autre ingénieur de Gawler Steel Ldt, travaillant secrètement pour les services secrets américains ;
* Jefferson Ries, agent soviétique et officier traitant de Delcroix/Coplan ; on apprendra par la suite que son chef est Stanley Vane, agent des services secrets australiens ;
* Willy Klug et Ann Lexter, agents secrets américains, chargés du suivi de Marcus Falls ;
* Roy Chaps (chef de service au sein des services secrets australiens), Stanley Vane (son collaborateur direct et agent double soviétique), Banners (agent secret australien).
Copplan prépare deux séries de microfilms : ceux qu'il doit exfiltrer vers la France, et ceux (qui sont faux) qu'il souhaite remettre à l'agent soviétique Jefferson Ries. Une série d'aventures a lieu, et Marcus Falls, puis Jefferson Ries, sont assassinés. Ginette Michel est enlevée par Willy Klug et les hommes de sa bande afin de faire pression sur Delcroix/Coplan. La jeune femme tente de s'évader et tue l'un de ses geôliers, mais manque son coup. Pour se venger, les autres hommes de la bande la violent pendant plusieurs jours. Lors d'une réunion avec Willy Klug et Ann Lexter, Coplan est mis en danger et ne doit la vie sauve que grâce à l'intervention de Stanley Vane (on ignore alors qu'il joue double jeu). Ginette Michel est libérée. Plus tard, à la faveur d'une seconde réunion, Vane découvre que Coplan a créé deux jeux de microfilms. Se voyant découvert, Coplan tue froidement Stanley Vane, Willy Klug et Ann Lexter. Par la suite, Coplan est mis en état d'arrestation par Roy Chaps accusé d'espionnage et du triple meurtre. Mais Coplan/Delcroix se défend sur une position adroite : il avoue avoir remis des microfilms à Ries, mais sous la contrainte ; il nie avoir tué les trois victimes. Faute de charges suffisantes à son encontre, il est relâché et, toujours sous l'identité de Delcroix, revient en France. Ses aventures en Australie auront duré presque six mois. Dès l'arrivée de Coplan en France, le vrai Delcroix est libéré.
- Lien externe : Le roman sur le site Bibliopoche

## Équipe spéciale
- Publications : 
  - Fleuve noir, collection Espionnage no 31, 1953.
  - Réédition en 1968.
  - Réédition dans la série Paul Kenny no K 118 (1987).
- Situation dans la série : Mission 3.
- Date et lieux principaux de l'action : Anvers
- Personnages principaux : Coplan, Le Vieux, Van Mael, Tordeur, Kyzels, Hulsens, Hélène, Katz, Général Curt, Siebel et sa femme (Z-4).
- Résumé : Non loin de la frontière allemande, un espion est descendu par la Police Belge. L'OTAN était à sa recherche car il détenait des informations stratégiques. Coplan est envoyé en mission, en tandem avec Katz, agent américain. Tous deux remontent une piste qui conduit à l'alimentation de deux réseaux dont la doctrine politique est strictement opposée. L'organisation qui revend des renseignements est donc purement criminelle, puisqu'elle cède au plus offrant...
- Lien externe : Le roman sur le site Bibliopoche
- Remarque : le lecteur croisera de nouveau l'agent Katz dans Lignes de force (collection Espionnage no 43, 1954).

## Coups durs
- Publications :
  - Fleuve noir, collection Espionnage no 32, 1953.
  - Réédition chez Presses Pocket en 1965.
  - Réédition dans la série Paul Kenny no K 117 (1987).
- Situation dans la série : Mission 4.
- Date et lieux principaux de l'action :
- Personnages principaux :
- Résumé :
- Lien externe : Le roman sur le site Bibliopoche

## Commando secret
- Publications : 
  - Fleuve noir, collection Espionnage no 35, 1953.
  - Réédition en 1968.
  - Réédition dans la série Paul Kenny no K 114 (1986).
- Situation dans la série : Mission 5.
- Date et lieux principaux de l'action : Manille, Macao
- Personnages principaux : Francis Coplan, Yvette Chastaing, Felipe Paredes, Rudolf Neusel,  Wan Li, Togi, Capitaine Flynn, Hoples
- Résumé : A bord du President Hoover, Coplan vogue à destination de Manille, lorsqu'un avis de tempête est communiqué aux passagers par le Commandant de bord. Alors qu'une vague énorme menace de submerger le navire, au moment où les passagers s'apprêtent à s'abriter dans leurs cabines, Coplan remarque un curieux manège, quelqu'un ayant mis une bouteille à la mer pour la récupérer. Très vite, il arrive à mettre la main sur cette bouteille et se livre à une analyse de l'eau de mer qu'elle contient : elle est radioactive. Pour Coplan, il est évident que le paquebot n'a pas été exposé à une tempête, mais aux conséquences d'une explosion nucléaire sous-marine...
- Lien externe : Le roman sur le site Bibliopoche

## Secteur dangereux
- Publications : 
  - Fleuve noir, collection Espionnage no 36, 1954.
  - Réédition dans la série Paul Kenny no K 120 (1987).
- Situation dans la série : Mission 6.
- Date et lieux principaux de l'action :
- Personnages principaux :
- Résumé :
- Lien externe : Le roman sur le site Bibliopoche

## Signaux dans l'ombre
- Publications : 
  - Fleuve noir, collection Espionnage no 38, 1953.
  - Réédition dans la série Paul Kenny no K 121 (1987).
- Situation dans la série : Mission 7.
- Personnages principaux : Coplan, Rolf Socker, Paul Gauchet, Lisa Resden, major Vignal, Denise Massy, Lisbeth Kapper, Inge Klinger-Razovics, Makles Razovics
- Date et lieu de l'action : 1954. France (Bretagne), Suisse (Bâle), Algérie française (Alger).
- Résumé :
- Lien externe : Le roman sur le site Bibliopoche

## Poursuite à l'aube
- Publications : 
  - Fleuve noir, collection Espionnage no 40, 1954.
  - Réédition dans la série Paul Kenny no K 126 (1987).
- Situation dans la série : Mission 8.
- Date et lieux principaux de l'action :
- Personnages principaux :
- Résumé :
- Lien externe : Le roman sur le site Bibliopoche

## Lignes de force
- Publications : 
  - Fleuve noir, collection Espionnage no 43, 1954.
  - Réédition en 1969.
  - Réédition dans la série Paul Kenny no K 127 (1987).
- Situation dans la série : Mission 9.
- Date et lieux principaux de l'action : 1954. New-York (États-Unis).
- Personnages principaux : Coplan, Erwin Baxter, Buck Curran, Mallory et Mac Kinnon, Katz, Chester Kane, Molly Saunders.
- Résumé :
- Lien externe : Le roman sur le site Bibliopoche
- Remarque : le lecteur avait déjà croisé l'agent Katz dans Équipe spéciale.

## Face au traître
- Publications : 
  - Fleuve noir, collection Espionnage no 45, 1954.
  - Réédition en 1972.
  - Réédition dans la série Paul Kenny no K 129 (1987).
- Situation dans la série : Mission 10.
- Date et lieux principaux de l'action :
- Personnages principaux :
- Résumé :
- Lien externe : Le roman sur le site Bibliopoche

## Position clé
- Publications : 
  - Fleuve noir, collection Espionnage no 48, 1954.
  - Réédition en 1965.
  - Non réédité dans la série Paul Kenny.
- Situation dans la série : Mission 11.
- Date et lieux principaux de l'action :
- Personnages principaux :
- Résumé :
- Lien externe : Le roman sur le site Bibliopoche

## Ville interdite
- Publications : 
  - Fleuve noir, collection Espionnage no 50, 1954.
  - Réédition en 1964.
  - Réédition dans la série Paul Kenny no K 2, 1973 (réédition en 1984).
- Situation dans la série : Mission 12.
- Date et lieux principaux de l'action :
- Personnages principaux :
- Résumé :
- Lien externe : Le roman sur le site Bibliopoche

## Recours au meurtre
- Publications : 
  - Fleuve noir, collection Espionnage no 52, 1954.
  - Réédition en 1964.
  - Réédition dans la série Paul Kenny no K 3 (1973).
- Situation dans la série : Mission 13.
- Date et lieux principaux de l'action : Lourdes, Paris, Bahamas
- Personnages principaux :
- Résumé :
- Lien externe : Le roman sur le site Bibliopoche

## Attaque invisible
- Publication : 
  - Fleuve noir, collection Espionnage no 54, 1954.
  - Non réédité dans la série Paul Kenny.
- Situation dans la série : Mission 14.
- Date et lieux principaux de l'action :
- Personnages principaux :
- Résumé :
- Lien externe : Le roman sur le site Bibliopoche

## Sabotages sanglants
- Publications : 
  - Fleuve noir, collection Espionnage no 56, 1954 ou 1956 (date de copyright).
  - Réédition en 1964.
  - Réédition dans la série Paul Kenny no K 141 (1989).
- Situation dans la série : Mission 15.
- Date et lieux principaux de l'action : Londres, Le Caire.
- Résumé :
- Lien externe : Le roman sur le site Bibliopoche

## Voyageurs secrets
- Publications : 
  - Fleuve noir, collection Espionnage no 60, 1955.
  - Réédition dans la série Paul Kenny no K 143 (1989).
- Situation dans la série : Mission 16.
- Date et lieux principaux de l'action :
- Personnages principaux :
- Résumé :
- Lien externe : Le roman sur le site Bibliopoche

## Services ennemis
- Publications : 
  - Fleuve noir, collection Espionnage no 63, 1955.
  - Réédition dans la série Paul Kenny no K 147 (1989).
- Situation dans la série : Mission 17.
- Date et lieux principaux de l'action :
- Personnages principaux :
- Résumé :
- Lien externe : Le roman sur le site Bibliopoche

## Expédition sans retour
- Publications :
  - Fleuve noir, collection Espionnage no 67, 1955.
  - Réédition en 1970.
  - Réédition dans la série Paul Kenny no K 149 (1989).
- Situation dans la série : Mission 18.
- Date et lieux principaux de l'action : Athènes, Corfou
- Personnages principaux :
- Résumé :
- Lien externe : Le roman sur le site Bibliopoche

## Action immédiate
- Publications : 
  - Fleuve noir, collection Espionnage no 69, 1955.
  - Réédition en  1957.
  - Réédition chez Presses Pocket en 1965.
  - Réédition dans la série Paul Kenny no K 40 (1975).
- Situation dans la série : Mission 19.
- Date et lieux principaux de l'action :
- Personnages principaux :
- Résumé :
- Remarque : Coplan fait face à l’Organisation Cosmos dans ce roman ; il sera de nouveau face à cette organisation criminelle internationale dans le roman Coplan paie le cercueil.
- Lien externe : Le roman sur le site Bibliopoche

## Les Hommes de la nuit
- Publications : 
  - Fleuve noir, collection Espionnage no 74, 1955.
  - Réédition en 1970.
  - Non réédité dans la série Paul Kenny.
- Situation dans la série : Mission 20.
- Date et lieux principaux de l'action :
- Personnages principaux :
- Résumé :
- Lien externe : Le roman sur le site Bibliopoche

## Renforts d'urgence
- Publications : 
  - Fleuve noir, collection Espionnage no 77, 1955.
  - Réédition en 1972.
  - Non réédité dans la série Paul Kenny.
- Situation dans la série : Mission 21.
- Date et lieux principaux de l'action :
- Personnages principaux :
- Résumé :
- Lien externe : Le roman sur le site Bibliopoche

## Pas de preuves
- Publication : 
  - Fleuve noir, collection Espionnage no 81, 1955.
  - Non réédité dans la série Paul Kenny.
- Situation dans la série : Mission 22.
- Date et lieux principaux de l'action : Paris, Tanger
- Personnages principaux :
- Résumé :
- Lien externe : Le roman sur le site Bibliopoche

## Dossier dynamite
- Publications : 
  - Fleuve noir, collection Espionnage no 83, 1955.
  - Réédition dans la série Paul Kenny no K 159 (1990).
- Situation dans la série : Mission 23.
- Date et lieux principaux de l'action :
- Personnages principaux :
- Résumé :
- Lien externe : Le roman sur le site Bibliopoche

## Attention: radar
- Publications : 
  - Fleuve noir, collection Espionnage no 88, 1956.
  - Réédition dans la série Paul Kenny no K 4 (1993).
- Situation dans la série : Mission 24.
- Date et lieux principaux de l'action :
- Personnages principaux :
- Résumé :
- Lien externe : Le roman sur le site Bibliopoche

## Message priorité
- Publications : 
  - Fleuve noir, collection Espionnage no 90, 1956.
  - Réédition en 1958.
  - Non réédité dans la série Paul Kenny.
- Situation dans la série : Mission 25.
- Date et lieux principaux de l'action :
- Personnages principaux :
- Résumé :
- Lien externe : Le roman sur le site Bibliopoche

## Exécution sommaire
- Publications : 
  - Fleuve noir, collection Espionnage no 95, 1956.
  - Réédition dans la série Paul Kenny no K 50.
- Situation dans la série : Mission 26.
- Date et lieux principaux de l'action :
- Personnages principaux :
- Résumé :
- Lien externe : Le roman sur le site Bibliopoche

## Étau sans pitié
- Publications : 
  - Fleuve noir, collection Espionnage no 97, 1956.
  - Réédition dans la série Paul Kenny no K 157.
- Situation dans la série : Mission 27.
- Date et lieux principaux de l'action :
- Personnages principaux :
- Résumé :
- Lien externe : Le roman sur le site Bibliopoche

## Manœuvres nocturnes
- Publication : 
  - Fleuve noir, collection Espionnage no 99, 1956.
  - Non réédité dans la série Paul Kenny.
- Situation dans la série : Mission 28.
- Date et lieux principaux de l'action :
- Personnages principaux :
- Résumé :
- Lien externe : Le roman sur le site Bibliopoche

## SOS situation intenable
- Publication : 
  - Fleuve noir, collection Espionnage no 102, 1956.
  - Non réédité dans la série Paul Kenny.
- Situation dans la série : Mission 29.
- Date et lieux principaux de l'action :
- Personnages principaux :
- Résumé :
- Lien externe : Le roman sur le site Bibliopoche

## Courrier Balkans
- Publications : 
  - Fleuve noir, collection Espionnage no 108, 1956.
  - Réédition dans la série Paul Kenny no K .
- Situation dans la série : Mission 30.
- Date et lieux principaux de l'action :
- Personnages principaux :
- Résumé :
- Lien externe : Le roman sur le site Bibliopoche

## Dernier Jour
- Publications : 
  - Fleuve noir, collection Espionnage no 111, 1957 (le site Bibliopoche se trompe en indiquant une date de publication en 1960)
  - Réédition dans la série Paul Kenny no K .
- Situation dans la série : Mission 31.
- Date et lieux principaux de l'action :
- Personnages principaux :
- Résumé :
- Lien externe : Le roman sur le site Bibliopoche

## Information contre X…
- Publications : 
  - Fleuve noir, collection Espionnage no 114, 1957.
  - Réédition dans la série Paul Kenny no K .
- Situation dans la série : Mission 32.
- Date et lieux principaux de l'action :
- Personnages principaux :
- Résumé :
- Lien externe : Le roman sur le site Bibliopoche

## Les Mains libres
- Publications : 
  - Fleuve noir, collection Espionnage no 117, 1957.
  - Réédition dans la série Paul Kenny no K .
- Situation dans la série : Mission 33.
- Date et lieux principaux de l'action :
- Personnages principaux :
- Résumé :
- Lien externe : Le roman sur le site Bibliopoche
- Coplan se rendra de nouveau au Brésil dans Coplan dans le labyrinthe (1967).

## État d'alerte
- Publications : 
  - Fleuve noir, collection Espionnage no 123, 1957.
  - Réédition dans la série Paul Kenny no K .
- Situation dans la série : Mission 34.
- Date et lieux principaux de l'action :
- Personnages principaux :
- Résumé :
- Lien externe : Le roman sur le site Bibliopoche

## FX 18 perd ses chances
- Publications : 
  - Fleuve noir, collection Espionnage no 126, 1957.
  - Réédition dans la série Paul Kenny no K .
- Situation dans la série : Mission 35
- Date et lieux principaux de l'action :
- Personnages principaux :
- Résumé :
- Lien externe : Le roman sur le site Bibliopoche

## Embuscade au crépuscule
- Publications : 
  - Fleuve noir, collection Espionnage no 129, 1957.
  - Réédition dans la série Paul Kenny no K .
- Situation dans la série : Mission 36.
- Date et lieux principaux de l'action :
- Personnages principaux :
- Résumé :
- Remarque : Claudine Servais retrouvera Coplan dans le roman Envoyez FX 18 (collection Espionnage no 188, 1959).
- Lien externe : Le roman sur le site Bibliopoche

## Dispositif mystère
- Publications : 
  - Fleuve noir, collection Espionnage no 132, 1957.
  - Réédition dans la série Paul Kenny no K .
- Situation dans la série : Mission 37.
- Date et lieux principaux de l'action :
- Personnages principaux :
- Résumé :
- Lien externe : Le roman sur le site Bibliopoche

## Plan traquenard
- Publications : 
  - Fleuve noir, collection Espionnage no 136, 1957.
  - Réédition dans la série Paul Kenny no K .
- Situation dans la série : Mission 38.
- Date et lieux principaux de l'action :
- Personnages principaux :
- Résumé :
- Lien externe : Le roman sur le site Bibliopoche

## Coplan contre-attaque
- Publications : 
  - Fleuve noir, collection Espionnage no 142, 1957.
  - Réédition dans la série Paul Kenny no K .
- Situation dans la série : Mission 39.
- Date et lieux principaux de l'action :
- Personnages principaux :
- Résumé :
- Lien externe : Le roman sur le site Bibliopoche

## Banc d'essai
- Publications : 
  - Fleuve noir, collection Espionnage no 145, 1957.
  - Réédition dans la série Paul Kenny no K .
- Situation dans la série : Mission 40.
- Date et lieux principaux de l'action :
- Personnages principaux :
- Résumé :
- Lien externe : Le roman sur le site Bibliopoche

## Arme absolue
- Publications : 
  - Fleuve noir, collection Espionnage no 148, 1958.
  - Réédition dans la série Paul Kenny no K 12.
- Situation dans la série : Mission 41.
- Date et lieux principaux de l'action :
- Personnages principaux :
- Résumé :
- Lien externe : Le roman sur le site Bibliopoche

## Base d'attaque
- Publications : 
  - Fleuve noir, collection Espionnage no 154, 1958.
  - Réédition dans la série Paul Kenny no K .
- Situation dans la série : Mission 42.
- Date et lieux principaux de l'action :
- Personnages principaux :
- Résumé :
- Lien externe : Le roman sur le site Bibliopoche

## Antennes mortes
- Publications : 
  - Fleuve noir, collection Espionnage no 160, 1958.
  - Réédition dans la série Paul Kenny no K .
- Situation dans la série : Mission 43.
- Date et lieux principaux de l'action :
- Personnages principaux :
- Résumé :
- Lien externe : Le roman sur le site Bibliopoche

## Rendez-vous à Malmö
- Publications : 
  - Fleuve noir, collection Espionnage no 166, 1958.
  - Réédition dans la série Paul Kenny no K 21.
- Situation dans la série : Mission 44.
- Date et lieux principaux de l'action :
- Personnages principaux :
- Résumé :
- Lien externe : Le roman sur le site Bibliopoche

## Consigne impitoyable
- Publications : 
  - Fleuve noir, collection Espionnage no 170, 1958.
  - Réédition en 1965.
  - Réédition dans la série Paul Kenny no K 22 (1975).
- Situation dans la série : Mission 45.
- Date et lieux principaux de l'action :
- Personnages principaux :
- Résumé :
- Lien externe : Le roman sur le site Bibliopoche

## Enjeu tragique
- Publications : 
  - Fleuve noir, collection Espionnage no 176, 1958.
  - Réédition en 1965.
  - Réédition dans la série Paul Kenny no K 30 (1976).
- Situation dans la série : Mission 46.
- Date et lieux principaux de l'action :
- Personnages principaux :
- Résumé :
- Lien externe : Le roman sur le site Bibliopoche

## Coplan préfère la bagarre
- Publications : 
  - Fleuve noir, collection Espionnage no 182, 1959.
  - Réédition dans la série Paul Kenny no K 77 (1981)
- Situation dans la série : Mission 47.
- Date et lieux principaux de l'action :
- Personnages principaux :
- Résumé :
- Lien externe : Le roman sur le site Bibliopoche

## Envoyez FX 18
- Publications :
  - Fleuve noir, collection Espionnage no 188, premier trimestre 1959.
  - Réédition dans la série Paul Kenny no K 23 (1975).
- Situation dans la série : Mission 48.
- Date et lieux principaux de l'action : Juillet 1958[1] ; Irak (principalement Bagdad et Mossoul).
- Personnages principaux : Francis Coplan, Hector d'Épenoy, Max Feldman, Claudine Servais (dite Marthe Langeais), Roger Fabiani, général Abdul Mukhtar, Khalid Bachir, le Vieux, Arif Tarhan, Hasan.
- Résumé :
- Articles connexes :
  - Histoire de l'Irak
  - République d'Irak (1958-1968)
- Lien externe : Le roman sur le site Bibliopoche

## Bataillon fantôme
- Publications : 
  - Fleuve noir, collection Espionnage no 194, 1959.
  - Réédition en 1966.
  - Réédition dans la série Paul Kenny no K 145 (1989).
- Situation dans la série : Mission 49.
- Date et lieux principaux de l'action :
- Personnages principaux :
- Résumé :
- Lien externe : Le roman sur le site Bibliopoche
- Remarque : Coplan rencontrera de nouveau Fabio dans Chantiers de mort.

## Agent de choc
- Publications : 
  - Fleuve noir, collection Espionnage no 201, 1960.
  - Réédition en 1966.
  - Réédition dans la Pocket n°1409 (1976).
- Situation dans la série : Mission 50.
- Date et lieux principaux de l'action :
- Personnages principaux :
- Résumé :
- Lien externe : Le roman sur le site Bibliopoche

## Raid 59
- Publications : 
  - Fleuve noir, collection Espionnage no 55, 1954.
  - Deuxième édition : collection Espionnage no 205, 1959.
  - Réédition dans la série Paul Kenny no K 31 (1976).
- Situation dans la série : Mission 51.
- Date et lieux principaux de l'action :
- Personnages principaux :
- Résumé :
- Lien externe : Le roman sur le site Bibliopoche

## Offensive incognito
- Publications : 
  - Fleuve noir, collection Espionnage no 214, 1959.
  - Deuxième édition : collection Espionnage no 214, 1966.
  - Réédition dans la série Paul Kenny no K 153 (1990).
- Situation dans la série : Mission 52.
- Date et lieux principaux de l'action :
- Personnages principaux :
- Résumé :
- Lien externe : Le roman sur le site Bibliopoche

## Coplan joue sa peau
- Publications : 
  - Fleuve noir, collection Espionnage no 222, 1960.
  - Réédition dans la série Paul Kenny no K .
- Situation dans la série : Mission 53.
- Date et lieux principaux de l'action :
- Personnages principaux :
- Résumé :
- Lien externe : Le roman sur le site Bibliopoche

## Défi aux ténèbres
- Publications : 
  - Fleuve noir, collection Espionnage no 227, 1960.
  - Réédition dans la série Paul Kenny no K .
- Situation dans la série : Mission 54.
- Date et lieux principaux de l'action :
- Personnages principaux :
- Résumé :
- Lien externe : Le roman sur le site Bibliopoche

## Coplan contre l'espionne
- Publications : 
  - Fleuve noir, collection Espionnage no 235, 1960.
  - Réédition dans la série Paul Kenny no K .
- Situation dans la série : Mission 55.
- Date et lieux principaux de l'action :
- Personnages principaux :
- Résumé :
- Lien externe : Le roman sur le site Bibliopoche

## Commando casse-cou
- Publications : 
  - Fleuve noir, collection Espionnage no 243, 1960.
  - Réédition dans la série Paul Kenny no K .
- Situation dans la série : Mission 56.
- Date et lieux principaux de l'action :
- Personnages principaux :
- Résumé :
- Lien externe : Le roman sur le site Bibliopoche

## FX 18 se défend
- Publications : 
  - Fleuve noir, collection Espionnage no 247, 1960.
  - Réédition dans la série Paul Kenny no K .
- Situation dans la série : Mission 57.
- Date et lieux principaux de l'action :
- Personnages principaux :
- Résumé :
- Lien externe : Le roman sur le site Bibliopoche

## Les Silences de Coplan
- Publications : 
  - Fleuve noir, collection Espionnage no 255, 1960
- Publié chez Pocket, no 587 (1968).
  - Réédition dans la série Paul Kenny no K 179.
- Situation dans la série : Mission 58.
- Date et lieux principaux de l'action :
- Personnages principaux :
- Résumé :
- Lien externe : Le roman sur le site Bibliopoche

## Coplan sème la panique
- Publications : 
  - Fleuve noir, collection Espionnage no 263, 1961.
  - Réédition dans la série Paul Kenny no K 13 1974 et réédition en 1984.
- Situation dans la série : Mission 59.
- Date et lieux principaux de l'action :
- Personnages principaux :
- Résumé :
- Lien externe : Le roman sur le site Bibliopoche

## Coplan se méfie
- Publications : 
  - Fleuve noir, collection Espionnage no 271, 1961.
  - Réédition en 1974.
  - Réédition dans la série Paul Kenny no K 14 et réédition en 1984.
- Situation dans la série : Mission 60.
- Date et lieux principaux de l'action :
- Personnages principaux :
- Résumé :
- Lien externe : Le roman sur le site Bibliopoche

## Coplan se venge
- Publications : 
  - Fleuve noir, collection Espionnage no 279, 1961.
  - Réédition dans la série Paul Kenny no K 15 (1974 et réédition en 1984).
- Situation dans la série : Mission 61.
- Date et lieux principaux de l'action :
- Personnages principaux :
- Résumé :
- Lien externe : Le roman sur le site Bibliopoche

## Patrouille noire
- Publications : 
  - Fleuve noir, collection Espionnage no 287, 1961.
  - Réédition dans la série Paul Kenny no K 5 (1973).
- Situation dans la série : Mission 62.
- Date et lieux principaux de l'action :
- Personnages principaux :
- Résumé :
- Lien externe : Le roman sur le site Bibliopoche

## Force de frappe
- Publications : 
  - Fleuve noir, collection Espionnage no 291, 1961.
  - Non réédité dans la série Paul Kenny.
- Situation dans la série : Mission 63.
- Date et lieux principaux de l'action :
- Personnages principaux :
- Résumé :
- Lien externe : Le roman sur le site Bibliopoche

## Coplan riposte
- Publications : 
  - Fleuve noir, collection Espionnage no 299, 1961.
  - Non réédité dans la série Paul Kenny.
- Situation dans la série : Mission 64.
- Date et lieux principaux de l'action :
- Personnages principaux :
- Résumé :
- Lien externe : Le roman sur le site Bibliopoche

## Coplan fait ses comptes
- Publications : 
  - Fleuve noir, collection Espionnage no 307, 1961.
  - Réédité chez Pocket no 822 (1971).
  - Réédition dans la série Paul Kenny no K 177 (1992).
- Situation dans la série : Mission 65.
- Date et lieux principaux de l'action :
- Personnages principaux :
- Résumé :
- Lien externe : Le roman sur le site Bibliopoche

## Trahison aux enchères
- Publication : Fleuve noir, collection Espionnage no 315, 1961.
- Situation dans la série : Mission 66 ; série Paul Kenny no K 78 (1981).
- Date et lieux principaux de l'action :
- Personnages principaux :
- Résumé :
- Lien externe : Le roman sur le site Bibliopoche

## Projet terreur
- Publication : Fleuve noir, collection Espionnage no 323, 1962.
- Situation dans la série : Mission 67 ; série Paul Kenny no K 79 (1981). Pocket n°556 (1967).
- Date et lieux principaux de l'action :
- Personnages principaux :
- Résumé :
- Lien externe : Le roman sur le site Bibliopoche

## Coplan brouille les cartes
- Publication : Fleuve noir, collection Espionnage no 331, 1962.
- Situation dans la série : Mission 68 ; série Paul Kenny no K 70 (1980).
- Date et lieux principaux de l'action :
- Personnages principaux :
- Résumé :
- Lien externe : Le roman sur le site Bibliopoche
- Coplan rencontrera de nouveau l'agent Kollinger (Chicago) dans Coplan dans le labyrinthe (1967).

## FX 18 en difficulté
- Publication : Fleuve noir, collection Espionnage no 335, 1962.
- Situation dans la série : Mission 69 ; série Paul Kenny no K 24 (1975).
- Date et lieux principaux de l'action :
- Personnages principaux :
- Résumé :
- Lien externe : Le roman sur le site Bibliopoche

## Coplan tente sa chance
- Publication : Fleuve noir, collection Espionnage no 343, 1962.
- Situation dans la série : Mission 70 ; série Paul Kenny no K 69 (1980).
- Date et lieux principaux de l'action :
- Personnages principaux :
- Résumé :
- Lien externe : Le roman sur le site Bibliopoche

## Le Temps des vendus
- Publication : Fleuve noir, collection Espionnage no 351, 1962.
- Situation dans la série : Mission 71 ; série Paul Kenny no K 86 (1982).
- Date et lieux principaux de l'action :
- Personnages principaux :
- Résumé :
- Remarque : le titre a été publié en 1968 chez Presses Pocket, n°611, sous le titre : Coplan mène la danse ().
- Lien externe : Le roman sur le site Bibliopoche

## Coplan se révolte
- Publication : Fleuve noir, collection Espionnage no 361, 1963.
- Situation dans la série : Mission 72 ; série Paul Kenny no K 71 (1980).
- Date et lieux principaux de l'action :
- Personnages principaux :
- Remarque : la prochaine fois que Coplan se rendra au Pérou, ce sera dans Coplan fait école (1973).
- Résumé :
- Lien externe : Le roman sur le site Bibliopoche

## Stoppez Coplan
- Publication : Fleuve noir, collection Espionnage no 371, 1963.
- Situation dans la série : Mission 73.
- Date et lieux principaux de l'action :
- Personnages principaux :
- Résumé :
- Lien externe : Le roman sur le site Bibliopoche

## Indicatif FX 18
- Publication : Fleuve noir, collection Espionnage no 381, 1963.
- Situation dans la série : Mission 74 ; série Paul Kenny no K 134 (1988).
- Date et lieux principaux de l'action :
- Personnages principaux :
- Résumé :
- Lien externe : Le roman sur le site Bibliopoche

## Coplan sort ses griffes
- Publication : Fleuve noir, collection Espionnage no 387, 1963.
- Situation dans la série : Mission 75 ; série Paul Kenny no K 136 (1988).
- Date et lieux principaux de l'action :
- Personnages principaux :
- Résumé :
- Lien externe : Le roman sur le site Bibliopoche
- Irène sera évoquée dans le roman Chantiers de mort, où on apprendra qu'elle « s'est admirablement tirée d'affaire » (page 20, chapitre Ier).

## Guérilla en enfer
- Publication : Fleuve noir, collection Espionnage no 398, 1963.
- Situation dans la série : Mission 76 ; série Paul Kenny no K 130 (1987).
- Date et lieux principaux de l'action :
- Personnages principaux :
- Résumé :
- Lien externe : Le roman sur le site Bibliopoche

## Chantiers de mort
- Publication : Fleuve noir, collection Espionnage no 408, 1964.
- Situation dans la série : Mission 77 ; série Paul Kenny no K 132 (1988).
- Date et lieux principaux de l'action : 1963 - France, Îles Canaries.
- Personnages principaux : Francis Coplan ; Jean Legay ; Jens Bogstad ; Fabio ; Haugland ; Guzman (pharmacien) ; Henson ; Skoglund (médecin).
- Résumé :
- Lien externe : Le roman sur le site Bibliopoche
- Remarques :
  - Dans ce roman, aucune allusion à la sexualité ;
  - Coplan avait déjà rencontré Fabio dans Bataillon fantôme (Mission 49).

## Les Astuces de Coplan
- Publication : Fleuve noir, collection Espionnage no 418, 1964.
- Situation dans la série : Mission 78 ; série Paul Kenny no K 32 (1976).
- Date et lieux principaux de l'action :
- Personnages principaux :
- Résumé :
- Lien externe : Le roman sur le site Bibliopoche

## FX 18 corrige le tir
- Publication : Fleuve noir, collection Espionnage no 428, 1964.
- Situation dans la série : Mission 79 ; série Paul Kenny no K 33 (1976).
- Date et lieux principaux de l'action : 1964. France, Suisse, Espagne.
- Personnages principaux : Francis Coplan, Fernand Trivier, Chantal Trivier, Peran, Marcenais (commissaire de police), Paillon (collègue de Coplan), Sharp, Billie, Harry Burns.
- Résumé :
- Lien externe : Le roman sur le site Bibliopoche

## FX 18 doit sauter
- Publication : Fleuve noir, collection Espionnage no 438, 1964.
- Situation dans la série : Mission 80 ; série Paul Kenny no K 41 (1977).
- Date et lieux principaux de l'action :
- Personnages principaux :
- Résumé :
- Lien externe : Le roman sur le site Bibliopoche

## Coplan ouvre le feu
- Publication : Fleuve noir, collection Espionnage no 444, 1964.
- Situation dans la série : Mission 81 ; Pocket no 948 (1972).
- Date et lieux principaux de l'action :
- Personnages principaux :
- Résumé :
- Lien externe : Le roman sur le site Bibliopoche

## Les Tentations de la violence
- Publication : Fleuve noir, collection Espionnage no 455, 1964.
- Situation dans la série : Mission 82 ; série Paul Kenny no K 42 (1977).
- Date et lieux principaux de l'action :
- Personnages principaux :
- Résumé :
- Lien externe : Le roman sur le site Bibliopoche

## Casse-tête pour Coplan
- Publication : Fleuve noir, collection Espionnage no 465, 1964.
- Situation dans la série : Mission 83 ; série Paul Kenny no K 139 (1988).
- Date et lieux principaux de l'action :
- Personnages principaux :
- Résumé :
- Lien externe : Le roman sur le site Bibliopoche

## Coplan bouscule le Vieux
- Publication : Fleuve noir, collection Espionnage no 475, 1965.
- Situation dans la série : Mission 84 ; série Paul Kenny no K 181 (1992).
- Date et lieux principaux de l'action :
- Personnages principaux :
- Résumé :
- Lien externe : Le roman sur le site Bibliopoche

## Ordres secrets pour FX 18
- Publication : Fleuve noir, collection Espionnage no 485, 1965.
- Situation dans la série : Mission 85 ; série Paul Kenny no K 137 (1988).
- Date et lieux principaux de l'action :
- Personnages principaux :
- Résumé :
- Lien externe : Le roman sur le site Bibliopoche

## Coplan frappe à la tête
- Publication : Fleuve noir, collection Espionnage no 495, 1965.
- Situation dans la série : Mission 86 ; série Paul Kenny no K 175 (1992).
- Date et lieux principaux de l'action :
- Personnages principaux :
- Résumé :
- Lien externe : Le roman sur le site Bibliopoche

## Tous contre Coplan
- Publication : Fleuve noir, collection Espionnage no 501, 1965.
- Situation dans la série : Mission 87 ; série Paul Kenny no K 51 (1978).
- Date et lieux principaux de l'action :
- Personnages principaux :
- Résumé :
- Lien externe : Le roman sur le site Bibliopoche

## Pas de miracle pour l'espion
- Publication : Fleuve noir, collection Espionnage no 512, 1965.
- Situation dans la série : Mission 88 ; série Paul Kenny no K 52 (1978).
- Personnages principaux : Victor (« Vicky ») Vinial ; Coplan ; Pierre Milenka ; Maria Zender ; commissaire Tourain ; inspecteurs Fondane et Pouzeux ; Étienne Caumade ; Gérard Pilet ; Hervé de Lombay ; Stefan Essevitch.
- Date et lieu de l'action : 1965. France (Paris), Italie (Rome), Pologne (Gdansk)
- Résumé :
- Lien externe : Le roman sur le site Bibliopoche

## Coplan fait peau neuve
- Publication : Fleuve noir, collection Espionnage no 527, 1966.
- Situation dans la série : Mission 89 ; série Paul Kenny no K 171 (1991).
- Date et lieux principaux de l'action :
- Personnages principaux :
- Résumé :
- Lien externe : Le roman sur le site Bibliopoche

## Coplan coupe les ponts
- Publication : Fleuve noir, collection Espionnage no 538, 1966.
- Situation dans la série : Mission 90 ; série Paul Kenny no K 61 (1979).
- Date et lieux principaux de l'action :
- Personnages principaux :
- Résumé :
- Lien externe : Le roman sur le site Bibliopoche

## Coplan sauve la mise
- Publication : Fleuve noir, collection Espionnage no 549, 1966.
- Situation dans la série : Mission 91 ; série Paul Kenny no K 80 (1981).
- Date et lieux principaux de l'action :
- Personnages principaux :
- Résumé :
- Lien externe : Le roman sur le site Bibliopoche

## Coplan paie le cercueil
- Publication : Fleuve noir, collection Espionnage no 560, 1966.
- Situation dans la série : Mission 92 ; série Paul Kenny no K 163 (1991).
- Date et lieux principaux de l'action : 1966. Turquie, Belgique, Suisse, France.
- Personnages principaux : Coplan, le Vieux, Jacqueline Castelvar-Saroghu, Akram Saroghu, Dave Wester, Hadal Mascar (agent du SDECE en Turquie), Hans Theler, Ali Mehiddin, Yachir Marangoz.
- Résumé :
- Lien externe : Le roman sur le site Bibliopoche

## Guet-apens pour FX-18
- Publication : Fleuve noir, collection Espionnage no 566, 1966.
- Situation dans la série : Mission 93 ; série Paul Kenny no K 43 (1977).
- Page de couverture :
- Date et lieux principaux de l'action : 1966 - France, Pays-Bas, Indonésie.
- Personnages principaux : Francis Coplan, Lucien Masson, Sophie Dumaurier, Vandenboom, Gelsen, Hackenitz, Legay (agent du SDECE), Fondane (agent du SDECE), commissaire Tourain, Gilda.
- Résumé :
- Lien externe : Le roman sur le site Bibliopoche

## Coplan fonce au but
- Publication : Fleuve noir, collection Espionnage no 577, 1966.
- Situation dans la série : Mission 94 ; série Paul Kenny no K 53 (1978).
- Date et lieux principaux de l'action :
- Personnages principaux :
- Résumé :
- Lien externe : Le roman sur le site Bibliopoche

## Barrage à Bogota
- Publication : Fleuve noir, collection Espionnage no 589, 1967.
- Situation dans la série : Mission 95 ; série Paul Kenny no K 62 (1979).
- Date et lieux principaux de l'action :
- Personnages principaux :
- Résumé :
- Lien externe : Le roman sur le site Bibliopoche
- L'action du roman se situe juste avant celle de Coplan dans le labyrinthe : Coplan se rendra directement de Colombie au Brésil.

## Coplan dans le labyrinthe
- Publication : Fleuve noir, collection Espionnage no 600, 1967.
- Situation dans la série : Mission 96 ; série Paul Kenny no K 63 (1979).
- Date et lieux principaux de l'action (dans l'ordre chronologique) : Courant janvier-février 1967 - Rio de Janeiro (Brésil), Paris et Colombes (France), Chicago (États-Unis), France.
- Personnages principaux : Coplan, France Langon, Marcel Mounot, John Gresham, Jorge de Ranhao, Paulo Dalmano, agents Fondane et Legay, commissaire Tourain, Kollinger, Albert Bouchel, Florence de Valandre, Paretti.
- Résumé :
- Lien externe : Le roman sur le site Bibliopoche
- Remarques :

## Contacts Est-Ouest
- Publication : Fleuve noir, collection Espionnage no 612, 1967.
- Situation dans la série : Mission 97 ; série Paul Kenny no K 72 (1980).
- Date et lieux principaux de l'action :
- Personnages principaux :
- Résumé :
- Lien externe : Le roman sur le site Bibliopoche
- Remarque : on retrouvera le général Koliov dans L'étonnante aventure de Coplan (1972 - mission 128).

## Coplan sur la corde raide
- Publication : Fleuve noir, collection Espionnage no 623, 1967.
- Situation dans la série : Mission 98.
- Date et lieux principaux de l'action :
- Personnages principaux :
- Résumé :
- Lien externe : Le roman sur le site Bibliopoche
- Remarques : 
  - Elga Dingvar croisera de nouveau Coplan dans le roman suivant : Complot pour demain (collection Espionnage no 629).

## Complot pour demain
- Publication : Fleuve noir, collection Espionnage no 629, 1967.
- Situation dans la série : Mission 99 ; série Paul Kenny no K 169 (1991).
- Date et lieux principaux de l'action : France, Espagne, Grande-Bretagne.
- Personnages principaux : Francis Coplan, commissaire Tourain, Jean Legay, Elga Dingvar, Guy Morland, Jacques Lebaut, Mac.
- Résumé :
- Lien externe : Le roman sur le site Bibliopoche

## Coplan revient de loin
- Publication : Fleuve noir, collection Espionnage no 641, 3e trimestre 1967, 250 pages.
- Situation dans la série : Mission 100 ; série Paul Kenny no K 165 (1991).
- Date et lieux principaux de l'action :
- Personnages principaux :
- Résumé :
- Lien externe : Le roman sur le site Bibliopoche

## FX 18 relève le gant
- Publication : Fleuve noir, collection Espionnage no 653, 1968.
- Situation dans la série : Mission 101 ; série K no 85 (1982).
- Date et lieux principaux de l'action : 1968. Timișoara (Roumanie) et Berlin-Ouest (RFA).
- Personnages principaux : Francis Coplan (pseudonymes : « Chabrier », « Franz Kopp ») ; Adrian Manescu ; Tania et Maxim Salaran ; Martyas Pirea ; Pr Schroth ; Pr Von Kraaz ; Heinrich Bremer ; Hervé de Lassalle (alias « Banco ») ; Edward Gahne ; Gerhard Schmidt, Kurt Schürer, Lena Balkow, Otto Weiss et Max Körber.
- Résumé :
- Lien externe : Le roman sur le site Bibliopoche

## Coplan à l'affût
- Publication : Fleuve noir, collection Espionnage no 665, 1967.
- Situation dans la série : Mission 102 ; série K no 173 (1991).
- Date et lieux principaux de l'action :
- Personnages principaux :
- Résumé :
- Remarque : Coplan rencontrera encore Markus Leiner, correspondant du SDECE à Berlin-Ouest, dans Coplan ne lâche pas prise.
- Lien externe : Le roman sur le site Bibliopoche

## Jouez serré, M. Coplan
- Publication : Fleuve noir, collection Espionnage no 677, 1968.
- Situation dans la série : Mission 103 ; série K no 83 (1982).
- Date et lieux principaux de l'action :
- Personnages principaux :
- Résumé :
- Lien externe : Le roman sur le site Bibliopoche

## L'Étrange Duel de Coplan
- Publication : Fleuve noir, collection Espionnage no 689, 1968.
- Situation dans la série : Mission 104 ; série K no 84 (1982).
- Date et lieux principaux de l'action : Inde, Indira Gandhi est première ministre.
- Personnages principaux : Francis Coplan, Fakri Barandana, prince et député de Dharwapur
- Résumé : Coplan est envoyé en Inde pour enquêter sur l'entourage d'un très francophile et très conservateur maharadja, après que deux des précédents espions aient été éliminés. L'agent français d'élite gagne immédiatement la confiance du prince et déjoue un complot sino-communiste.
- Lien externe : Le roman sur le site Bibliopoche

## Huis clos pour FX 18?
- Publication : Fleuve noir, collection Espionnage no 695, 1968.
- Situation dans la série : Mission 105 ; série K no 89 (1983).
- Date et lieux principaux de l'action :
- Personnages principaux :
- Résumé :
- Lien externe : Le roman sur le site Bibliopoche

## Coplan dans la fournaise
- Publication : Fleuve noir, collection Espionnage no 707, 1968.
- Situation dans la série : Mission 106 ; série K no 90 (1983).
- Date et lieux principaux de l'action :
- Personnages principaux :
- Résumé :
- Lien externe : Le roman sur le site Bibliopoche

## Coplan fait coup double
- Publication : Fleuve noir, collection Espionnage no 719, 1968.
- Situation dans la série : Mission 107.
- Date et lieux principaux de l'action :
- Personnages principaux :
- Résumé :
- Lien externe : Le roman sur le site Bibliopoche

## Le Vieux gagne la belle
- Publication : Fleuve noir, collection Espionnage no 731, 1969.
- Situation dans la série : Mission 108 ; série K no 91 (1983).
- Date et lieux principaux de l'action :
- Personnages principaux :
- Résumé :
- Lien externe : Le roman sur le site Bibliopoche

## Coplan vise haut
- Publication : Fleuve noir, collection Espionnage no 743, 1969.
- Situation dans la série : Mission 109 ; série K no 115 (1986).
- Date et lieux principaux de l'action :
- Personnages principaux :
- Résumé :
- Lien externe : Le roman sur le site Bibliopoche

## Coplan rend coup pour coup
- Publication : Fleuve noir, collection Espionnage no 756, 3e trimestre 1969.
- Situation dans la série : Mission 110 ; série K no 116 (1986).
- Date et lieux principaux de l'action : France (Paris), puis Tunisie (Tunis, Sousse), enfin Liban (Beyrouth).
- Personnages principaux : Robert Bargelet, Yvonne, Marie Lebinic, Stani (Stanilas Niewski), Hamadi Taïeb, Tourain (DST), Epstein, Dora Mazzoli, Koutieff.
- Résumé :
- Lien externe : Le roman sur le site Bibliopoche

## Coplan roule sur l'or
- Publication : Fleuve noir, collection Espionnage no 763, 1969.
- Situation dans la série : Mission 111 ; série K no .
- Date et lieux principaux de l'action :
- Personnages principaux :
- Résumé :
- Lien externe : [ Le roman sur le site Bibliopoche]

## FX 18 choisit son heure
- Publication : Fleuve noir, collection Espionnage no 775, 1969.
- Situation dans la série : Mission 112 ; série K no .
- Date et lieux principaux de l'action :
- Personnages principaux :
- Résumé :
- Lien externe : [ Le roman sur le site Bibliopoche]

## Coplan vide son sac
- Publication : Fleuve noir, collection Espionnage no 788, 1969.
- Situation dans la série : Mission 113 ; série K no .
- Date et lieux principaux de l'action :
- Personnages principaux :
- Résumé :
- Lien externe : [ Le roman sur le site Bibliopoche]

## FX 18 joue avec le feu
- Publication : Fleuve noir, collection Espionnage no 800, 1970.
- Situation dans la série : Mission 114 ; série K no .
- Date et lieux principaux de l'action :
- Personnages principaux :
- Résumé :
- Lien externe : [ Le roman sur le site Bibliopoche]

## Les Rendez-vous de Coplan
- Publication : Fleuve noir, collection Espionnage no 813, 1970.
- Situation dans la série : Mission 115 ; série K no .
- Date et lieux principaux de l'action :
- Personnages principaux :
- Résumé :
- Lien externe : [ Le roman sur le site Bibliopoche]

## Coplan fait mouche
- Publication : Fleuve noir, collection Espionnage no 826, 1970.
- Situation dans la série : Mission 116 ; série K no .
- Date et lieux principaux de l'action :
- Personnages principaux :
- Résumé :
- Lien externe : [ Le roman sur le site Bibliopoche]

## La Nuit de Coplan
- Publication : Fleuve noir, collection Espionnage no 833, 1970.
- Situation dans la série : Mission 117 ; série K no .
- Date et lieux principaux de l'action :
- Personnages principaux :
- Résumé :
- Lien externe : [ Le roman sur le site Bibliopoche]

## FX 18 change de piste
- Publication : Fleuve noir, collection Espionnage no 847, 1970.
- Situation dans la série : Mission 118 ; série K no .
- Date et lieux principaux de l'action :
- Personnages principaux :
- Résumé :
- Lien externe : [ Le roman sur le site Bibliopoche]

## Des sueurs pour Coplan
- Publication : Fleuve noir, collection Espionnage no 861, 1971.
- Situation dans la série : Mission 119 ; série K no .
- Date et lieux principaux de l'action :
- Personnages principaux :
- Résumé :
- Remarque : Coplan rencontrera encore le directeur des services secrets ivoiriens dans Coplan ne lâche pas prise (1972).
- Lien externe : [ Le roman sur le site Bibliopoche]

06 *Mission 120 - 

## Coplan fait des ravages
- Publication : Fleuve noir, collection Espionnage no 875, 1971, réédition chez Pocket no 1131 (1974).
- Situation dans la série : Mission 120 ; série K no 106 1985.
- Date et lieux principaux de l'action :
- Personnages principaux :
- Résumé :
- Lien externe : Le roman sur le site Bibliopoche

## Coplan traque le renard
- Publication : Fleuve noir, collection Espionnage no 889, 1971.
- Situation dans la série : Mission 121 ; série K no .
- Date et lieux principaux de l'action :
- Personnages principaux :
- Résumé :
- Lien externe : [ Le roman sur le site Bibliopoche]

## La Pitié de Coplan
- Publication : Fleuve noir, collection Espionnage no 903, 1971.
- Situation dans la série : Mission 122 ; série K no .
- Date et lieux principaux de l'action :
- Personnages principaux :
- Résumé :
- Lien externe : [ Le roman sur le site Bibliopoche]

## FX-18 prend parti
- Publication : Fleuve noir, collection Espionnage no 910, 1971.
- Situation dans la série : Mission 123 ; série K no .
- Date et lieux principaux de l'action :
- Personnages principaux :
- Résumé :
- Lien externe : [ Le roman sur le site Bibliopoche]

## Une balle pour Coplan
- Publication : Fleuve noir, collection Espionnage no 924, 1972.
- Situation dans la série : Mission 124 ; série K no .
- Date et lieux principaux de l'action :
- Personnages principaux :
- Résumé :
- Lien externe : [ Le roman sur le site Bibliopoche]

## Coplan dans le brouillard
- Publication : Fleuve noir, collection Espionnage no 938, 1972.
- Situation dans la série : Mission 125 ; série K no .
- Date et lieux principaux de l'action :
- Personnages principaux :
- Résumé :
- Lien externe : [ Le roman sur le site Bibliopoche]

## Coplan ne lâche pas prise
- Publication : Fleuve noir, collection Espionnage no 952, 1972.
- Situation dans la série : Mission 126 ; série K no 109 (1986).
- Page de couverture :
- Date et lieux principaux de l'action : 1972 - Rhodes (Grèce), Berlin (Allemagne de l'Ouest), Abidjan (Côte d'Ivoire).
- Personnages principaux : Francis Coplan, Cassandra (Cassy), Robert Heinberg, Kreiter, Geltow, Mr Black, Mr Schwartz, Mr Grau, Karen, Spyros, Byrnel.
- Résumé :
- Lien externe : le roman sur Bibliopoche

## Coplan prend le large
- Publication : Fleuve noir, collection Espionnage no 966, 1972.
- Situation dans la série : Mission 127 ; série K no .
- Date et lieux principaux de l'action :
- Personnages principaux :
- Résumé :
- Lien externe : [ Le roman sur le site Bibliopoche]

## L'Étonnante Aventure de Coplan
- Publication : Fleuve noir, collection Espionnage no 980, 3e trimestre 1972, 233 pages.
- Situation dans la série : Mission 128 ; série K no .
- Remarque : le roman est dans la suite de Coplan ne lâche pas prise (Mission 126), dans laquelle était intervenu Hans Geltow. On retrouve aussi le général Koliov (Contacts Est-Ouest, 1967 - Mission 97).
- Date et lieux principaux de l'action : 1972, lieu indéterminé (première partie) puis Berlin-Ouest (seconde partie).
- Personnages principaux : Coplan, Clara, Dr Serge, infirmier Nicolas, professeur Boris, Votchev, commandant Evgueni Kalaev (« Eugène »), « Alex » (colonel Vouline), Ludwig, Maxim Kagelou (roumain mais agent chinois).
- Résumé :
- Lien externe : Le roman sur le site Bibliopoche
- Commentaire : comme son homologue de fiction Malko Linge, le héros dispose d'un pistolet extra-plat (« je peux te prêter un 6,35 à crosse extra-plate qui ne se remarquera pas dans ta poche » - p. 188, ch.14).

## FX-18 déblaie le terrain
- Publication : Fleuve noir, collection Espionnage no 987, 1973.
- Situation dans la série : Mission 129 ; série K no .
- Date et lieux principaux de l'action :
- Personnages principaux :
- Résumé :
- Lien externe : [ Le roman sur le site Bibliopoche]

## Coplan va jusqu'au bout
- Publication : Fleuve noir, collection Espionnage no 1001, 1973.
- Situation dans la série : Mission 130 ; série K no .
- Date et lieux principaux de l'action :
- Personnages principaux :
- Résumé :
- Lien externe : [ Le roman sur le site Bibliopoche]

## Mission Rangoon pour FX-18
- Publication : Fleuve noir, collection Espionnage no 1015.
- Situation dans la série : Mission 131 ; série K no .
- Date et lieux principaux de l'action :
- Personnages principaux :
- Résumé :
- Lien externe : [ Le roman sur le site Bibliopoche]

## Un diplomate nommé Coplan
- Publication : Fleuve noir, collection Espionnage no 1029.
- Situation dans la série : Mission 132 ; série K no .
- Date et lieux principaux de l'action :
- Personnages principaux :
- Résumé :
- Lien externe : [ Le roman sur le site Bibliopoche]

## Singapour appelle Coplan
- Publication : Fleuve noir, collection Espionnage no 1043.
- Situation dans la série : Mission 133 ; série K no .
- Date et lieux principaux de l'action :
- Personnages principaux :
- Résumé :
- Lien externe : [ Le roman sur le site Bibliopoche]

## Coplan fait école
- Publication : Fleuve noir, série K no 1.
- Situation dans la série : Mission 134.
- Date et lieux principaux de l'action : Pérou, 1973.
- Personnages principaux : Francis Coplan, Delorme et Bazelais, Rosa Procuro, Restrepo (chef des services secrets péruviens), Villard (directeur de l’Institut Océanographique), Jacques Rouleau (militaire français), Clemente Mancheno, Rodrigo Perez.
- Résumé :
- Lien externe : Le roman sur le site Bibliopoche

## Coplan a la dent dure
- Publication : Fleuve noir, série Paul Kenny K no 7, 1973. Le roman n'a pas été publié dans la collection Espionnage.
- Situation dans la série : Mission 136.
- Date et lieux principaux de l'action : 1973 - France et Suisse.
- Personnages principaux : Coplan, Fondane, commissaire Tourain, Paolo Giovanne, Jacky Bellait, Katia Klein, Jacob Regger,  Émilie Parelli, Lamine Dissoulou, Abdou Noussa, Hamed Farad, Miss Percy, Hans.
- Résumé :
- Lien externe : Le roman sur le site Bibliopoche

## La Java de Coplan
- Publication :
- Situation dans la série : Mission 146 ; série K no 25.
- Date et lieux principaux de l'action :
- Personnages principaux :
- Résumé :
- Lien externe : [ Le roman sur le site Bibliopoche]

## La Guyane pour Coplan
- Publication :
- Situation dans la série : Mission 169 ; série K no 64.
- Date et lieux principaux de l'action :
- Personnages principaux :
- Résumé :
- Lien externe : [ Le roman sur le site Bibliopoche]

## Coplan a le dernier mot
- Publication :
- Situation dans la série : Mission 138 ; série K no 9.
- Date et lieux principaux de l'action :
- Personnages principaux :
- Résumé :
- Lien externe : [ Le roman sur le site Bibliopoche]

## Coplan attire la foudre
- Publication :
- Situation dans la série : Mission 147 ; série K no 26.
- Date et lieux principaux de l'action :
- Personnages principaux :
- Résumé :
- Lien externe : [ Le roman sur le site Bibliopoche]

## Coplan garde la tête froide
- Publication :
- Situation dans la série : Mission 211 ; série K no 170.
- Date et lieux principaux de l'action :
- Personnages principaux :
- Résumé :
- Lien externe : [ Le roman sur le site Bibliopoche]

## Coplan se prend au jeu
- Publication :
- Situation dans la série : Mission 212 ; série K no 172.
- Date et lieux principaux de l'action :
- Personnages principaux :
- Résumé :
- Lien externe : [ Le roman sur le site Bibliopoche]

## Coplan n'y va pas de main morte
- Publication :
- Situation dans la série : Mission 213 ; série K no 174.
- Date et lieux principaux de l'action :
- Personnages principaux :
- Résumé :
- Lien externe : [ Le roman sur le site Bibliopoche]

## Coplan calcule ses coups
- Publication :
- Situation dans la série : Mission 214 ; série K no 176.
- Date et lieux principaux de l'action :
- Personnages principaux :
- Résumé :
- Lien externe : [ Le roman sur le site Bibliopoche]

## Coplan réfléchit vite
- Publication :
- Situation dans la série : Mission 215 ; série K no 178.
- Date et lieux principaux de l'action :
- Personnages principaux :
- Résumé :
- Lien externe : [ Le roman sur le site Bibliopoche]

## Coplan ne renonce jamais
- Publication :
- Situation dans la série : Mission 216 ; série K no 180.
- Date et lieux principaux de l'action :
- Personnages principaux :
- Résumé :
- Lien externe : [ Le roman sur le site Bibliopoche]

## Coplan opère à chaud
- Publication :
- Situation dans la série : Mission 217 ; série K no 182.
- Date et lieux principaux de l'action :
- Personnages principaux :
- Résumé :
- Lien externe : [ Le roman sur le site Bibliopoche]

## Coplan a les pieds sur terre
- Publication :
- Situation dans la série : Mission 218 ; série K no 183.
- Date et lieux principaux de l'action :
- Personnages principaux :
- Résumé :
- Lien externe : [ Le roman sur le site Bibliopoche]

## Coplan solide comme un roc
- Publication :
- Situation dans la série : Mission 219 ; série K no 184.
- Date et lieux principaux de l'action :
- Personnages principaux :
- Résumé :
- Lien externe : [ Le roman sur le site Bibliopoche]

## Danger à Tanger pour Coplan
- Publication :
- Situation dans la série : Mission 220 ; série K no 185.
- Date et lieux principaux de l'action :
- Personnages principaux :
- Résumé :
- Lien externe : [ Le roman sur le site Bibliopoche]

## Charade à Belgrade pour Coplan
- Publication :
- Situation dans la série : Mission 221 ; série K no 186.
- Date et lieux principaux de l'action :
- Personnages principaux :
- Résumé :
- Lien externe : [ Le roman sur le site Bibliopoche]

## Des balalaïkas pour Coplan
- Publication :
- Situation dans la série : Mission 222 ; série K no 187.
- Date et lieux principaux de l'action :
- Personnages principaux :
- Résumé :
- Lien externe : [ Le roman sur le site Bibliopoche]

## Imbroglio à Rio pour Coplan
- Publication :
- Situation dans la série : Mission 223 ; série K no 188.
- Date et lieux principaux de l'action :
- Personnages principaux :
- Résumé :
- Lien externe : [ Le roman sur le site Bibliopoche]

## Coplan aux trousses de la fugitive
- Publication :
- Situation dans la série : Mission 224 ; série K no 189.
- Date et lieux principaux de l'action :
- Personnages principaux :
- Résumé :
- Lien externe : [ Le roman sur le site Bibliopoche]

## Coplan en otage à Managua
- Publication :
- Situation dans la série : Mission 225 ; série K no 190.
- Date et lieux principaux de l'action :
- Personnages principaux :
- Résumé :
- Lien externe : [ Le roman sur le site Bibliopoche]

## Sensuelles Seychelles pour Coplan
- Publication :
- Situation dans la série : Mission 226 ; série K no 191.
- Date et lieux principaux de l'action :
- Personnages principaux :
- Résumé :
- Lien externe : [ Le roman sur le site Bibliopoche]

## Bang au Liban pour Coplan
- Publication :
- Situation dans la série : Mission 227 ; série K no 192.
- Date et lieux principaux de l'action :
- Personnages principaux :
- Résumé :
- Lien externe : [ Le roman sur le site Bibliopoche]

## Handicap au Cap pour Coplan
- Publication :
- Situation dans la série : Mission 228 ; série K no 193.
- Date et lieux principaux de l'action :
- Personnages principaux :
- Résumé :
- Lien externe : [ Le roman sur le site Bibliopoche]

## Maléfique Jamaïque pour Coplan
- Publication :
- Situation dans la série : Mission 229 ; série K no 194.
- Date et lieux principaux de l'action :
- Personnages principaux :
- Résumé :
- Lien externe : [ Le roman sur le site Bibliopoche]

## Banco à Porto Rico pour Coplan
- Publication :
- Situation dans la série : Mission 230 ; série K no 195.
- Date et lieux principaux de l'action :
- Personnages principaux :
- Résumé :
- Lien externe : [ Le roman sur le site Bibliopoche]

## Coplan se décarcasse à Caracas
- Publication :
- Situation dans la série : Mission 231 ; série K no 196.
- Date et lieux principaux de l'action :
- Personnages principaux :
- Résumé :
- Lien externe : [ Le roman sur le site Bibliopoche]

## Un zombi en Colombie pour Coplan
- Publication : série K no 197 (1995).
- Situation dans la série : Mission 232.
- Date et lieux principaux de l'action :
- Personnages principaux :
- Résumé :
- Lien externe : Le roman sur le site Bibliopoche

## Razzia au Kenya pour Coplan
- Publication :
- Situation dans la série : Mission 233 ; série K no 198.
- Date et lieux principaux de l'action :
- Personnages principaux :
- Résumé :
- Lien externe : [ Le roman sur le site Bibliopoche]

## Dés pipés à Taipei pour Coplan
- Publication :
- Situation dans la série : Mission 234 ; série K no 199.
- Date et lieux principaux de l'action :
- Personnages principaux :
- Résumé :
- Lien externe : [ Le roman sur le site Bibliopoche]

## Perfides Pyramides pour Coplan
- Publication :
- Situation dans la série : Mission 235 ; série K no 200.
- Date et lieux principaux de l'action :
- Personnages principaux :
- Résumé :
- Lien externe : [ Le roman sur le site Bibliopoche]

## Tuerie à Sun-City autour de Coplan
- Publication :
- Situation dans la série : Mission 236 ; série K no 201.
- Date et lieux principaux de l'action :
- Personnages principaux :
- Résumé :
- Lien externe : [ Le roman sur le site Bibliopoche]

## Sales Coups à Moscou pour Coplan
- Publication : 1996
- Situation dans la série : Mission 237 ; série K no 202.
- Date et lieux principaux de l'action :
- Personnages principaux :
- Résumé :
- Lien externe : [ Le roman sur le site Bibliopoche]